# Arkadiusz Protasiuk
Arkadiusz Protasiuk (* 13. November 1974 in Siedlce, Woiwodschaft Masowien, † 10. April 2010 in Smolensk, Russland) war ein polnischer Pilot und Flugkapitän der Polnischen Luftstreitkräfte im Rang eines Hauptmanns.

## Leben
Im Jahr 1997 beendete Protasiuk mit Auszeichnung die Offiziershochschule der polnischen Luftstreitkräfte (Wyższa Szkoła Oficerska Sił Powietrznych) in Dęblin in der Woiwodschaft Lublin. Im gleichen Jahr begann er seinen Dienst beim 36. Spezialgeschwader der Transportflieger (36 Specjalny Pułk Lotnictwa Transportowego), seit 2009 war er dort Besatzungskommandeur (Dowódca załogi). Bis zu seinem Tod hatte er 3521 Flugstunden, davon 2937 Stunden in der Tupolew Tu-154M, absolviert.
1999 war Protasiuk Absolvent der Politologie an der Fakultät für Journalismus und Politikwissenschaften der Universität Warschau. 2003 beendete er sein Aufbaustudium an der Technischen Militärakademie in Warschau (Wojskowa Akademia Techniczna im. Jarosława Dąbrowskiego w Warszawie) im Bereich Europäische Integration und nationale Sicherheit.

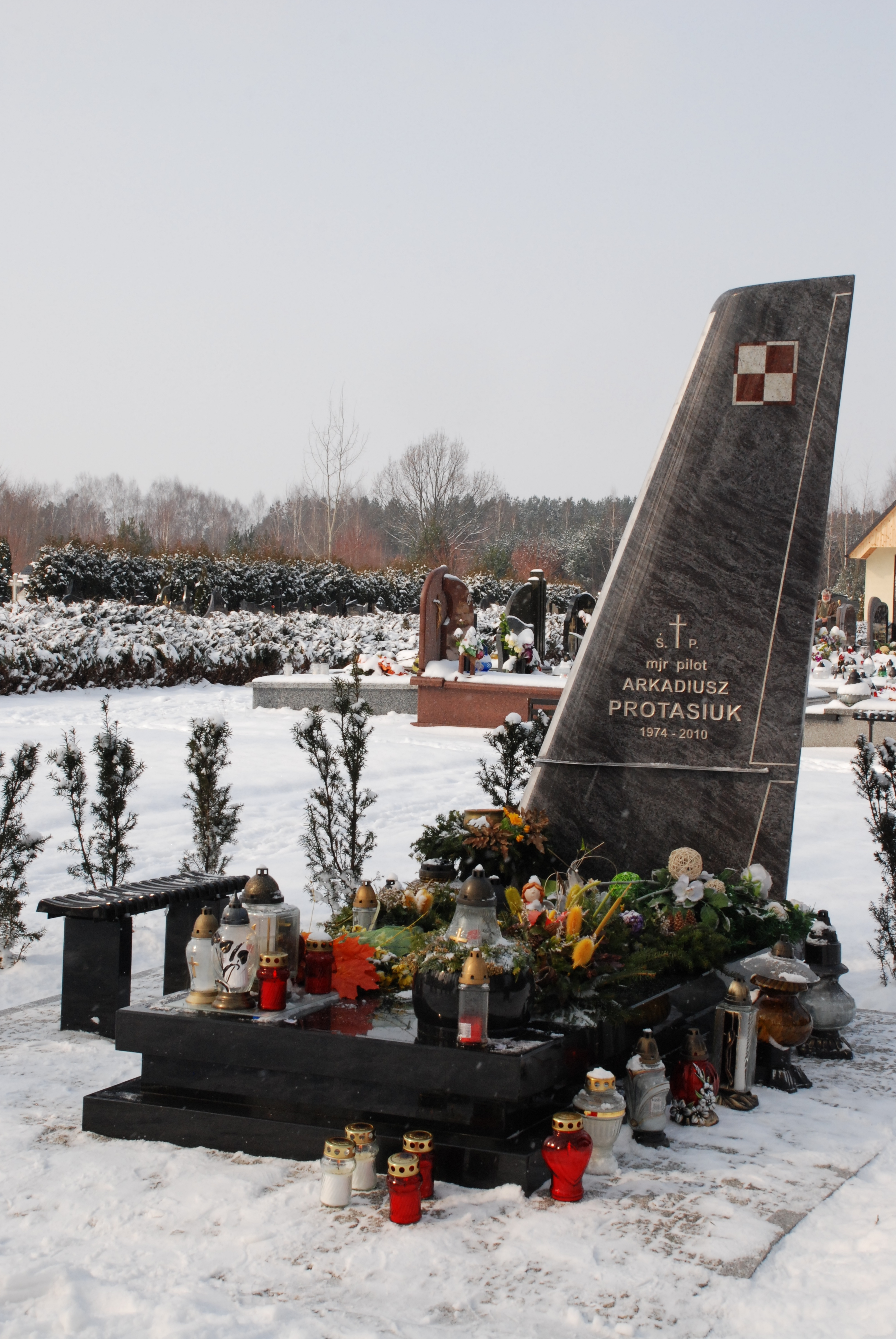
Grabmal von Arkadiusz Protasiuk im Februar 2011

Am 10. April 2010 flog Arkadiusz Protasiuk als Flugkapitän zusammen mit Robert Grzywna als zweitem Piloten eine polnische Delegation um Staatspräsident Lech Kaczyński, die anlässlich des 70. Jahrestages des Massakers von Katyn die Gedenkstätte in Russland besuchen wollte. Beim Landeanflug auf den Zielflughafen Smolensk-Nord herrschte dichter Nebel, und es kam zum Flugunfall von Smolensk 2010. Protasiuk kam gemeinsam mit seiner Besatzung und den Passagieren – zum größten Teil hochrangige Repräsentanten Polens – ums Leben. Der offizielle Abschlussbericht der international besetzten russischen Unfalluntersuchungskommission gibt Protasiuk die Hauptschuld für die Katastrophe, da er als verantwortlicher Pilot für entscheidende fliegerische Fehler im Landeanflug verantwortlich war. Als Erklärung der Fehler wird angemerkt, dass er in einer Situation hohen psychologischen Druckes handeln musste, der von unberechtigt während des Landeanfluges im Cockpit befindlichen Personen ausging. Es wird auch erwähnt, dass Protasiuk als Copilot an einem früheren Flug beteiligt war, bei dem der verantwortliche Pilot die direkte Anweisung des Präsidenten, auf einem unsicheren Flugplatz zu landen, missachtete und sodann durch Protasiuk ersetzt wurde.
Protasiuk war verheiratet und hatte zwei Kinder. Er wurde zu Lebzeiten mit der Bronzemedaille für Verdienste für die Verteidigung des Landes (Brązowy Medal Za zasługi dla obronności kraju) ausgezeichnet. Postum wurde Protasiuk am 15. April 2010 zum Major befördert und bekam am 16. April 2010 das Ritterkreuz des Ordens Polonia Restituta (Krzyż Kawalerski Orderu Odrodzenia Polski) verliehen.